# 蘭陵郡
蘭陵郡（らんりょう-ぐん）は、中国にかつて存在した郡。晋代から隋初にかけて、現在の山東省臨沂市に設置された。

## 概要
291年（元康元年）、東海郡を分割して蘭陵郡が立てられた。蘭陵郡は徐州に属した。永嘉の乱の後、蘭陵郡の本土が五胡の諸国に奪われ、晋が南渡すると、江乗県に南蘭陵郡が僑置された。南蘭陵郡については次節に後述する。蘭陵郡の本土は劉裕が南燕を滅ぼすと回復された。411年（義熙7年）、淮北に北徐州が置かれると、蘭陵郡は北徐州に属すこととなった。
421年（南朝宋の永初2年）、北徐州が徐州と改められると、蘭陵郡はまた徐州に属すこととなった。蘭陵郡は昌慮・承・合郷の3県を管轄したとされるが、実際にはこの3県に加えて蘭陵県が含まれていたと考えられている。泰始年間に淮北の地が北魏に奪われると、蘭陵郡は南朝の手を離れた。
後に北魏により蘭陵郡は廃止された。
547年（武定5年）、東魏により蘭陵郡が再び立てられ、承城に郡治が置かれた。東魏の蘭陵郡は昌慮・承・合郷・蘭陵の4県を管轄した。
583年（開皇3年）、隋が郡制を廃すると、蘭陵郡は廃止されて、徐州に編入された。596年（開皇16年）、蘭陵県に鄫州が置かれた。607年（大業3年）に州が廃止されて郡が置かれると、鄫州は廃止され、彭城郡に編入された。

## 南蘭陵郡
南蘭陵郡は前節に述べたように、東晋によって江南に僑置された。
421年に南朝宋によって淮北の北徐州が徐州とされ、江南の徐州が南徐州とされたことから、南蘭陵郡は南徐州に属することとなった。南蘭陵郡は蘭陵・承の2県を管轄した。南朝宋の土断によって、南蘭陵郡は東平郡に編入された。
502年（天監元年）、南朝梁により南蘭陵郡が武進県で復活し、南東海郡が南蘭陵郡と改められた。
558年（永定2年）、南朝陳により南徐州に属する南蘭陵郡は再び東海郡となった。